# Atari Lynx
Der Atari Lynx ist die erste Handheld-Konsole mit Farbbildschirm und wurde von der Firma Atari Corporation in den 1990er Jahren hergestellt.

## Beschreibung
Der Lynx wurde ursprünglich von der Spielefirma Epyx unter dem Codenamen „Handy“ entwickelt, die in erster Linie durch ihre Sportspiele für den Commodore C64 bekannt geworden war. Atari kaufte die Konsole und entwickelte sie zu Ende.
Der Lynx wurde im Sommer 1989 der amerikanischen Öffentlichkeit vorgestellt. Atari lieferte aber bis zum Ende des Jahres nur wenige Exemplare an Händler aus, so dass das Weihnachtsgeschäft mit Nintendos Konkurrenzmodell, dem Game Boy, gemacht wurde, der ebenfalls im Sommer desselben Jahres vorgestellt wurde. Die Verkäufe blieben auch im Jahr 1990 schleppend. 1991 brachte Atari eine Modellüberarbeitung des Lynx auf den Markt, als Lynx II bezeichnet. Der Lynx II unterscheidet sich vom Vorgängermodell durch ein kompakteres Gehäuse, die Möglichkeit, die Hintergrundbeleuchtung des Displays abschalten zu können und Stereo-Sound am Kopfhörerausgang. Auch das Einsetzen der Speichermodule ist beim Lynx II einfach gelöst und nicht mehr so schwergängig.
Die grafischen Möglichkeiten, die der Lynx bot, waren seinerzeit für ein Handheld revolutionär. Der Flüssigkristallbildschirm des Lynx verfügte über eine Auflösung von 160×102 Pixeln und konnte 16 Farben aus einer Palette von insgesamt 4096 Farben darstellen. Der Bildschirm verfügte über eine Hintergrundbeleuchtung, so dass auch in völliger Dunkelheit gespielt werden konnte. Die Darstellungsqualität des LC-Displays ist aber mit heutigen Farbdisplays – wie sie bspw. in Mobiltelefonen oder den tragbaren Konsolen von Nintendo und Sony verbaut werden – nicht vergleichbar. Der Kontrast war nach heutigen Maßstäben schwach und die Betrachtungswinkel sehr eng.
Der Lynx beherrscht Hardware-Scrolling und -Sprites und besitzt einen Grafik-Chip (oft fälschlicherweise als 3D-Chip bezeichnet), der Sprites im 90° Winkel rotieren, verzerren und skalieren kann. Mit einem Knopfdruck lässt sich die Konsole auf Linkshänder-Betrieb umschalten. Das Bild und die Belegung des Steuerkreuzes werden dann um 180 Grad gedreht. Bis zu acht Lynx-Konsolen können für Multiplayer-Spiele über den so genannten ComLynx-Port zusammengeschlossen werden. Mit frischen Batterien lässt sich der Lynx etwa vier bis fünf Stunden betreiben. Der hohe Batterieverbrauch rührt in erster Linie von der Hintergrundbeleuchtung des Bildschirms her. Von Atari gab es einen Adapter für die in Autos und anderen Fahrzeugen übliche 12-Volt-Bordsteckdose (Zigarettenanzünder).
Die meisten Spiele für den Lynx sind Umsetzungen klassischer Atari/Midway-Automaten, daneben bietet die Konsole aber auch sehr gute Umsetzungen von Computerspielen wie zum Beispiel Lemmings. Bis heute entwickeln Heimentwickler Spiele für die Konsole. Die Spiele werden auf Speicherkarten (Gamecards) gespeichert.
Der Lynx erschien am 26. November 1989, also fünf Monate nach dem Game Boy, erreichte jedoch aufgrund des hohen Preises, des hohen Batterieverbrauchs, der vergleichsweise voluminösen Abmessungen und nicht zuletzt des schlechten Marketings seitens Atari nicht ansatzweise dessen Verkaufszahlen. Zudem fehlten erfolgreiche Spiele wie Super Mario Land für den Lynx. Das Gerät ist heute nur noch selten zu sehen. Es existiert aber noch immer eine Fangemeinde, die weiter für den Lynx entwickelt.

## Technische Daten

### Abmessungen
- Lynx Classic: 27,3 cm × 10,8 cm × 3,8 cm
- Lynx II: 23,5 cm × 10,8 cm × 5,1 cm
- Display-Diagonale: ca. 8,9 cm

### Hardware

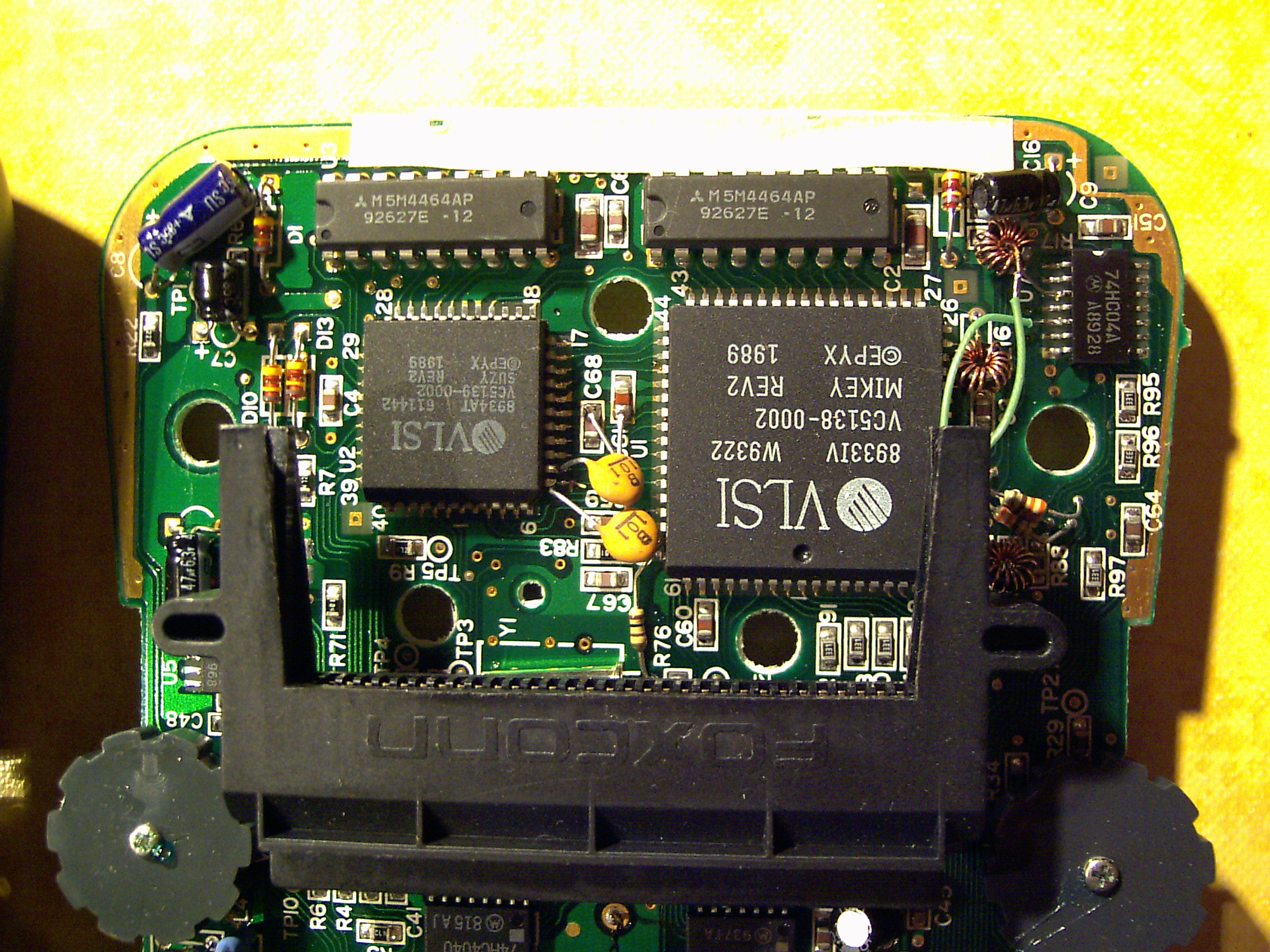
Teil der Hauptplatine des Lynx'. Links der quadratische Suzy-Chip, der große rechts ist der Mikey

Die Hardware besteht aus zwei speziell für den Lynx hergestellten CMOS-Chips:
- Mikey (8-Bit-CMOS-Chip)
  - 65C02-basierter Prozessorkern getaktet mit 4 MHz, 8-Bit-Datenbus und 16-Bit-Adressraum[1]
  - Der Prozessorkern des Lynx Classic ist bloß zum GTE/CMD G65SC02 kompatibel, d. h. er besitzt im Vergleich zum WDC W65C02S nicht die Befehle BBR, BBS, RMB, SMB, STP und WAI, aber alle neuen Adressierungsmodi des W65C02S im Vergleich zum MCS6502; der Prozessorkern des Lynx II ist zum R65C02 kompatibel, der im Vergleich zum G65SC02 zusätzlich die Befehle BBR, BBS, RMB und SMB aufweist.[5]
  - Sound-Engine für 4-Kanal-Stereo-Sound mit 8 Bit Auflösung je Kanal. Echtes Stereo erst ab Lynx II (PAG-0401)
  - Video-Treiber für Flüssigkristallbildschirm
    - Auflösung: 160 × 102 Pixel (480 × 102 bei spezieller Farbwahl der Subpixel)
    - 4096 Farben
    - Palette mit 16 Farben (durch Änderung der Palette während des Bildaufbaues sind mehr Farben darstellbar)

  - 8 System Timer (kaskadierbar, zwei reserviert für Video-Timing, einer für UART)
  - Interrupt Controller
  - Serielle Schnittstelle (für ComLynx) bis zu 62.500 Baud/im TurboMode 1.000.000 Baud
  - 512 Bytes Boot-ROM
- Suzy (16-Bit-CMOS-Chip getaktet mit 16 MHz)
  - Grafik-Engine
    - Hardware-Grafikbeschleuniger[6]
    - Hardware-Sprites mit Kollisionserkennung
    - Hardware-Scrolling (über logische Bildschirmgröße bis zu 512 × 512 Pixel)
    - Hardware-Grafikeffekte (Dehnen, Stauchen und Verschieben (tilt) von Sprites)

  - mathematische Peripherie-Einheit für 16x16=32 Bit Multiplikation (wahlweise mit Aufsummieren) und 32/16=16 Bit Division (parallel zur CPU)
- 64 KB Hauptspeicher (120 ns)

Die Gamecards bieten bis zu 2 MB Speicherplatz. Üblich sind allerdings nur 128 KB-, 256 KB- und 512 KB-Karten, größere Karten bedürfen einer Bank-Switch-Logik.
Einige (nicht offizielle) Karten enthalten EEPROMs für Spielstände.

## Spiele
Zu den bekanntesten Titeln für den Lynx zählen:
- Gauntlet – The Third Encounter
- Lemmings
- Qix

Siehe auch Kategorie:Lynx-Spiel.